# Вільково-Мале
Вільково-Мале (пол. Wilkowo Małe, нім. Klein Wolfsdorf) — село в Польщі, у гміні Барцяни Кентшинського повіту Вармінсько-Мазурського воєводства.
Населення — 121 особа (2011).
У 1975-1998 роках село належало до Ольштинського воєводства.

## Демографія
Демографічна структура станом на 31 березня 2011 року:
|          | Загалом | Допрацездатний вік | Працездатний вік | Постпрацездатний вік |
| -------- | ------- | ------------------ | ---------------- | -------------------- |
| Чоловіки | 66      | 16                 | 45               | 5                    |
| Жінки    | 55      | 6                  | 32               | 17                   |
| Разом    | 121     | 22                 | 77               | 22                   |